# Liste der Kulturdenkmale in Leisenau
In der Liste der Kulturdenkmale in Leisenau sind die Kulturdenkmale des Colditzer Ortsteils Leisenau verzeichnet, die bis Mai 2024 vom Landesamt für Denkmalpflege Sachsen erfasst wurden (ohne archäologische Kulturdenkmale). Die Anmerkungen sind zu beachten.
Diese Aufzählung ist eine Teilmenge der Liste der Kulturdenkmale in Colditz.

## Leisenau
| Bild                                    | Bezeichnung                                                                         | Lage                                      | Datierung                                                                | Beschreibung | ID       |
| --------------------------------------- | ----------------------------------------------------------------------------------- | ----------------------------------------- | ------------------------------------------------------------------------ | --- | -------- |
| Direkt Bild zu diesem Denkmal hochladen | Sachgesamtheitsbestandteil der Sachgesamtheit Muldentalbahn, Teilabschnitt Leisenau | (Flurstück 251a) (Karte)                  | 1875                                                                     | Sachgesamtheitsbestandteil der Sachgesamtheit Muldentalbahn, Teilabschnitt Colditz, Ortsteil Leisenau, mit den Sachgesamtheitsteilen: Bahnkörper, Kilometrierung und Signalanlagen (siehe Glauchau, 09306181); Sachgesamtheit mit allen Bahnanlagen, darunter Gleisanlagen mit Unter- und Oberbau, Streckenkilometrierung, Fernmelde- und Signalanlagen, Bahnstationen einschließlich aller Funktionsbauten, Wärterhäuschen, Brücken und Durchlässen in den Gemeinden Glauchau (Ortsteile Glauchau, Kleinbernsdorf, Reinholdshain, Niederlungwitz), Limbach-Oberfrohna (Ortsteile Wolkenburg-Kaufungen, Herrndorf, Uhlsdorf), Remse (Ortsteil Remse), Waldenburg (Ortsteile Niederwinkel, Oberwinkel, Waldenburg), Lunzenau (Ortsteile Lunzenau, Berthelsdorf, Cossen, Rochsburg, Göritzhain), Penig (Ortsteile Markersdorf, Penig, Amerika, Arnsdorf, Thierbach, Zinnberg), Rochlitz (Ortsteile Penna, Rochlitz; Zaßnitz), Seelitz (Ortsteile Fischheim, Seelitz, Biesern, Steudten), Colditz (Ortsteile Colditz, Lastau, Möseln, Sermuth, Zschetzsch), Grimma (Ortsteile Großbothen), für die Industrieentwicklung des Muldentals wichtige und landschaftsbildende prägende Normalspurbahn, wirtschaftsgeschichtlich, eisenbahngeschichtlich, landschaftsgestaltend sowie regionalgeschichtlich von Bedeutung. | 09306399 |
| Weitere Bilder                          | Wegestein                                                                           | (Flurstück 266) (Karte)                   | 19. Jahrhundert                                                          | Porphyrtuffstele, Inschriften, verkehrsgeschichtlich von Bedeutung. Quadratische Porphyrtuffstele mit flachem pyramidalem Abschlussaus dem 19. Jahrhundert mit Inschriften „Leisenau“ und Richtungspfeil. Wegestein als Zeugnis der verkehrstechnischen Erschließung des ländlichen Raumes von verkehrsgeschichtlicher Bedeutung. | 08974455 |
| Direkt Bild zu diesem Denkmal hochladen | Ehemaliges Forsthaus                                                                | Alte Försterei 2 (Karte)                  | Um 1900                                                                  | Klinkerbau in ansprechender späthistoristischer Gestaltung, Kunststeinelemente, heimat- und baugeschichtliche Bedeutung. Eingeschossig mit Drempelgeschoss, Sockel aus Zyklopenmauerwerk (Porphyrtuff), Kunststeingewände, Kunststeingesimse (profiliertes Hauptgesims), vorspringender Treppenhausturm, früherer Segmentbogeneingang (mit Schlussstein) vermauert, Segmentbogenfensterüberdachung mit Schlussstein im Obergeschoss rundbogige Zwillingsfenster, geschnitzte Sparrenköpfe, Walmdach. | 08974481 |
|                                         | Transformatorenstation                                                              | Leisenauer Dorfstraße (Karte)             | Um 1920                                                                  | Pagodentyp, Zeugnis zur Entwicklung der Energieversorgung, technikgeschichtlich von Bedeutung. Zweigeschossiger, massiver, verputzter Klinkersockel und Klinkerrahmung der Tür, Walmdach, quadratische Laterne mit je drei runden Fensteröffnungen an jeder Seite und Zeltdach mit Knauf, Biberschwanzdeckung. | 08974478 |
| Direkt Bild zu diesem Denkmal hochladen | Wohnstallhaus, Seitengebäude und Einfriedung mit Toranlage eines Dreiseithofes      | Leisenauer Dorfstraße 3 (Karte)           | Um 1860                                                                  | Wohnstallhaus Putzbau mit Zwillingsfenster im Giebel, Seitengebäude Obergeschoss Fachwerk, straßenbildprägendes Ensemble, heimat- und baugeschichtlich von Bedeutung. - Wohnhaus: zweigeschossig, massiv, Porphyrtufffenstergewände, Tür mit gerader Überdachung (Porphyrtuff), Putz erneuert, im Giebel rundbogiges Zwillingsfenster mit originalem Oberlicht, rückwärtig Backhaus, Satteldach, Biberschwanzdeckung - Auszugshaus: zweigeschoss, im vorderen Teil massiv, Giebel Fachwerk, verputzt, im hinteren Teil im Obergeschoss Fachwerk, rückwärtig Backhaus mit Satteldach, Holzfenstergewände, Eingangstür mit gerader Überdachung (Porphyrtuff) - Einfriedung: Ziegelstein, drei Torpfeiler, Bruchsteinmauer, verputzt, Göpelbahn im Hof | 08974477 |
| Weitere Bilder                          | Ehemaliges Gutsverwalterhaus eines Rittergutes (mit Pferdestall)                    | Rittergutsring 5 (Karte)                  | Um 1890                                                                  | Klinkerbau in historistischen Formen, als ehemaliger Bestandteil des Rittergutes von orts- und baugeschichtlicher Bedeutung. Zweigeschossig, massiv, Klinkergliederung (gelber Klinker), Gurtgesims (deutsches Band) und Hauptgesims (abgetreppt), Segmentbogeneingänge, Bruchsteinsockel (Zyklopenmauerwerk), Walmdach mit Zwerchhaus über Mittelrisalit (Krüppelwalmdach) mit Rundbogenfenster, Segmentbogenstallfenster, Pferdestall mit preußischen Kappen und Eisensäule. | 08974480 |
| Weitere Bilder                          | Postmeilensäule                                                                     | Schönbacher Straße (Karte)                | Bezeichnet mit 1722 (Viertelmeilenstein, vermutlich Kopie oder erneuert) | Kursächsische Postmeilensäulen (Sachgesamtheit), Viertelmeilenstein, verkehrsgeschichtliche Bedeutung. Der Viertelmeilenstein aus Rochlitzer Porphyrtuff mit den Inschriften „AR“ „1722“ und der Reihennummer „35“ (Zählung ab Dresden) und einem Posthorn stand an der Poststraße Dresden–Nossen–Waldheim–Colditz–Grimma–Leipzig. Bis 1976 stand der Stein etwa 65 m zurückgesetzt in Richtung Colditz. Hergestellt wurde der Stein wahrscheinlich vom Steinmetzmeister Johann Christoph Heßler (Rochlitz). 1950 wurde er restauriert, 1976 versetzt und das fehlende Kopfstück durch Steinmetzmeister Lothar Franz (Leipzig) ergänzt. 1980 wieder säuberte die Forschungsgruppe Postmeilensäulen den Stein und drehte ihn um 90°, so dass er nun wieder die originale Stellung aufweist. | 08974914 |
| Direkt Bild zu diesem Denkmal hochladen | Ehemaliger Gasthof, heute Wohnhaus                                                  | Schönbacher Straße 3 (Karte)              | Ende 18. Jahrhundert                                                     | Fachwerk-Obergeschoss mit Kreuzstreben, einer der ältesten Fachwerkbauten in der Region, heimat-, orts- und baugeschichtliche Bedeutung. Zweigeschossig, Erdgeschoss massiv, Obergeschoss hofseitig massiv erneuert, straßenseitig Fachwerk, zugewandter Giebel in reich gegliedertem Fachwerk (Wilder Mann), Kreuzstreben, abgewandter Giebel massiv erneuert, zum Teil Steinfenstergewände, Fenster zum Teil vergrößert (im Erdgeschoss), Schwellenholz zum Teil fein profiliert, steiles Satteldach. | 08974475 |
| Weitere Bilder                          | Wasserturm                                                                          | Schönbacher Straße 13 (gegenüber) (Karte) | 1949–1950                                                                | Vorwiegend in Bruchstein ausgeführter Bau in den monumentalisierende Formen der 1940er Jahre, bau- und technikgeschichtliche Bedeutung. Dreigeschossig, massiv, regelmäßiges, zum Teil Porphyrtuff-, zum Teil Granitquadermauerwerk, traufseitig je drei massive Strebepfeiler (nach oben verjüngend) über zwei Geschosse, hervorkragendes zweites Obergeschoss (verputzt), Satteldach, Biberschwanzdeckung, originale Fenster mit Fensterfaschen (geputzt). Unter der Bauherrschaft der Wasserversorgungsgenossenschaft Leisenau wurde 1949 unter wirtschaftlich schwierigen Bedingungen mit der Errichtung einer Wasserleitung für die Wasserversorgung des Ortes begonnen. 1950 folgte der Bau des Wasserturmes mit zugehörigem Pumpenhaus nach Plänen des Leipziger Architekten Fritz Ziel. Der rechteckige Turm ist in Bruchsteinmauerwerk mit innerer Ziegelverblendung ausgeführt und insgesamt ca. 13 Meter hoch. Jeweils drei schräg nach oben zulaufende Strebepfeiler verstärken die Wände und verleihen dem Bauwerk einen außergewöhnlichen, wehrhaften Charakter, der durch die in den Stirnseiten mittig angeordneten Geschossfenster noch verstärkt wird. Das Behältergeschoss ist glatt verputzt, den oberen Abschluss des Turmes bildet ein mit gelben Biberschwanzziegeln gedecktes Satteldach. Im Inneren sind auf einer Stahlträgerdecke mit Kappengewölbe zwei kreisförmige Stahlbetonbehälter mit jeweils 43 m³ Fassungsvermögen aufgestellt. Dem Wasserturm kommt aufgrund seiner Zeugnishaftigkeit für die kommunale Wasserversorgung in der Nachkriegszeit eine bau- sowie technikgeschichtliche Bedeutung zu. | 08974476 |

## Tabellenlegende
- Bild: Bild des Kulturdenkmals, ggf. zusätzlich mit einem Link zu weiteren Fotos des Kulturdenkmals im Medienarchiv Wikimedia Commons. Wenn man auf das Kamerasymbol klickt, können Fotos zu Kulturdenkmalen aus dieser Liste hochgeladen werden:
- Bezeichnung: Denkmalgeschützte Objekte und ggf. Bauwerksname des Kulturdenkmals
- Lage: Straßenname und Hausnummer oder Flurstücknummer des Kulturdenkmals. Die Grundsortierung der Liste erfolgt nach dieser Adresse. Der Link (Karte) führt zu verschiedenen Kartendiensten mit der Position des Kulturdenkmals. Fehlt dieser Link, wurden die Koordinaten noch nicht eingetragen. Sind diese bekannt, können sie über ein Tool mit einer Kartenansicht einfach nachgetragen werden. In dieser Kartenansicht sind Kulturdenkmale ohne Koordinaten mit einem roten bzw. orangen Marker dargestellt und können durch Verschieben auf die richtige Position in der Karte mit Koordinaten versehen werden. Kulturdenkmale ohne Bild sind an einem blauen bzw. roten Marker erkennbar.
- Datierung: Baubeginn, Fertigstellung, Datum der Erstnennung oder grobe zeitliche Einordnung entsprechend des Eintrags in der sächsischen Denkmaldatenbank
- Beschreibung: Kurzcharakteristik des Kulturdenkmals entsprechend des Eintrags in der sächsischen Denkmaldatenbank, ggf. ergänzt durch die dort nur selten veröffentlichten Erfassungstexte oder zusätzliche Informationen
- ID: Vom Landesamt für Denkmalpflege Sachsen vergebene, das Kulturdenkmal eindeutig identifizierende Objekt-Nummer. Der Link führt zum PDF-Denkmaldokument des Landesamtes für Denkmalpflege Sachsen. Bei ehemaligen Kulturdenkmalen können die Objektnummern unbekannt sein und deshalb fehlen bzw. die Links von aus der Datenbank entfernten Objektnummern ins Leere führen. Ein ggf. vorhandenes Icon  führt zu den Angaben des Kulturdenkmals bei Wikidata.